# المعلمة سماح (فلم)
المعلمة سماح فيلم دراما رومانسي مصري  للمخرج محمد عبد العزيز عام 1989، قصة وسيناريو وحوار فيصل ندا. الفيلم من بطولة مديحة كامل وعزت العلايلي  وتدور حول كمال الذي يقع في غرام سماح ابنة المعلم، ويسعى للثراء ويقرر سرقة المعلم وَحَرق مصنعه، ويصل كمال إلى الثراء ويقرر التقدم لسماح، ترفضه لشكها في أنه السبب في موت والدها.
صدر الفيلم إلى دور العرض المصرية في 6 مايو 1989. الموافق لعيد الفطر 1409 هـ.
منح موقع قاعدة بيانات الأفلام على الإنترنت (IMDB) الفيلم درجة 4.5/ 10.
منح موقع قاعدة بيانات الأفلام العربية «السينما.كوم» الفيلم درجة 4.6/ 10.

## طاقم التمثيل
| - عزت العلايلي: في دور المعلم كمال - مديحة كامل: في دور سماح مسعد (ابنة المعلم مسعد) - طارق الدسوقي: في دور سيد رمضان (جار المعلمة سماح) - منى عبد الغني: في دور سعاد (ابنة المعلم كمال) - محمد أبو حشيش: في دور المعلم حنفي | - أحمد أبو عبية: في دور المعلم مختار - المنتصر بالله: في دور سلامة (مساعد المعلم كمال) - سلوى عثمان: في دور زوبة (صاحبة نصبة الشاي) - ثريا إبراهيم: في دور أم زوبة (الدلالة) - قدرية كامل: في دور أم سماح | - سامي عطايا: في دور حسان بك (مدير التموين) - محمد الشرقاوي: في دور حنكش (صبي المعلمة سماح) - علية علي: في دور أم سيد - حمدي مرسي: في دور المعلم فرج - سيد غريب: في دور رمضان (والد سيد) |

بالاشتراك مع: بدرية عبد الجواد – لويس يوسف – شكري منصور – علي عمر – خالد عبد المؤمن – سيد خطاب – حللي محمد – أحمد كمال – سعاد علي – فايزة عبد الجواد – جيهان فريد – محمود جليفون – عبد المنعم النمر – أحمد ماهر – أحمد العضل – سيد حسن – حافظ الإبياري – صلاح صادق – مطاوع عويس – سيد صادق – حسين عرعر.

## أغنية الفيلم
أغنية «نفسي أنا» كلمات سيد حجاب - الحان عمار الشريعي – غناء منى عبد الغني
نفسي أنا أصرخ بحس عالي على شمسنا
وأقول لها تعالي خدي همّنا
وخدي يأسنا ودوّبي الليالي
وهاتي لنا بكرة أحنّ من أمسنا
يا رب ليه الحقيقة
في الدنيا تايهة وغريقة؟
الكدب ليه توبه زاهي؟
و الدنيا مش زي ما هي؟
دي دنيا دي.. ولا غابة؟
ولا مدينة ملاهي؟
أنا تهت ليه؟ بس مالي؟
دنيا اللي فيها كافيها
طفولتنا ليه ضايعة فيها؟
و شبابنا جوّاه دموعه
لكن بيحلم ببكرة
حابس ضناه بين ضلوعه
و بكرة في القلب فكرة
قرّب يا بكرة ولالي

## أحداث الفيلم
يبدأ المعلم كمال الغمراوى (عزت العلايلى) حياته صبياً بشونة المعلم مسعد، والد المعلمة سماح (مديحة كامل). ينمو حب كمال لسماح في صمت، وذلك للفارق الكبير بينهما. يكبر كمال ويصبح المساعد الأول للمعلم مسعد، ويستغل مرض المعلم ويستولي على أموال الشونة، ويبيع الناتج لحسابه الشخصي، وقبل افتضاح أمره، ينصحه مساعده سلامة (المنتصر بالله) بحرق الشونة، مما كان سبباً في وفاة المعلم مسعد بالسكتة القلبية. يبدأ كمال تجارة المستقلة بالأموال التي استولى عليها، ويزداد نفوذه في السوق بسبب ما يقدمه من رشاوي للمسئولين، وتعامله في السوق السوداء. يظن كمال انه جدير بالتقدم للزواج من سماح، رغم انه كان متزوجاً وله ابنة، ولكن سماح ترفضه لثقتها أنه سرق والدها وتسبب في موته، بالإضافة لأنها تحب جارها سيد رمضان (طارق الدسوقي)، وكانت قد اتفقت على الزواج عقب عودة حبيبها من ألمانيا، حيث يستكمل دراسته هناك لنيل الدكتوراه، ولكن مرض المعلم رمضان (سيد غريب)، يجعل إمكانية إستكمال سيد لدراسته مستحيلة. تتعهد سماح برعاية سيد، وتتحمل بتكاليف دراسته وإعاشته لمدة 4 سنوات.
تعيد سماح شونة والدها للعمل وتتولى ادارتها، وتتعامل بالأمانة والشرف مع التجار، حتى تتمتع بسمعة طيبة، ولكنها لا تسلم من أذى المعلم كمال وتابعه سلامة، والذين يدبرون لها المكائد والبلاغات الكاذبة. يقع سلامة في حب زوبة (سلوى عثمان) ويعرض عليها الزواج، ولكنها ترفض بسبب انه متزوج، كما تعرض عليها المعلمة سماح أن تتزوج حنكش (محمد الشرقاوى) ولكنها ترفضه لفقره، فقد كانت زوبه ابنة الدلالة (ثريا إبراهيم) تطمع في الزواج من ثري ينتشلها من الفقر.
يطلب سيد قرضاً من سماح قدره 100 ألف جنيه، ولكن سماح تصارحه بحقيقة وضعها المادي، مما يجعله يستجيب لعرض المعلم كمال، في مشاركته بمشروع إسكان شعبي، ويتزوج من سعاد (منى عبد الغني) ابنة المعلم كمال الرسامة مريضة القلب، ويتنكر لمعروف المعلمة سماح. ويضع يده في يد المعلم كمال، وتستعد المعلمة سماح للإنتقام من المعلم كمال، وتستغل يوم زفاف سيد على سعاد وتبلغ مباحث التموين، التي تهاجم المخازن، وتعثر على أذونات الصرف المزورة، ودفاتر التهرب الضريبي، وتقتحم حفل الزفاف للقبض على المعلم كمال، ولا يتحمل قلب سعاد الموقف وتسقط. يحاول سيد الاعتذار لسماح، ولكن جرح قلبها يجعلها لا تقبل اعتذاره وتنصحه بالاعتماد على نفسه لبناء مستقبله.

## وصلات خارجية
- مقالات تستعمل روابط فنية بلا صلة مع ويكي بيانات
- المعلمة سماح على الدهليز
- المعلمة سماح على يوتيوب
- المعلمة سماح على يوتيوب